# 吳誠 (成化進士)
吳誠（1445年—？），字性夫，浙江嚴州府淳安縣人，民籍，明朝政治人物。進士出身。

## 生平
早年出身國子生，后中成化七年（1471年）辛卯科浙江鄉試第四十六名舉人。成化十一年（1475年）乙未科會試第二百六十名，殿試登進士第二甲第三十三名。

## 家族
曾祖父吳宗禮，曾任布政司都事。
祖父吳文昭。父亲吳大濟，曾任承事郎。